# Chiesa di Sant'Agnese (Padova)
La chiesa di Sant'Agnese è un edificio di origine medievale che fu luogo di culto sino al 1927. Si affaccia sulla Stra' Maggiore ora via Dante Alighieri a Padova. Fu parrocchiale, poi rettoria dipendente dalla chiesa di San Nicolò. Utilizzata come autorimessa sino alla fine degli anni novanta del Novecento. Ristrutturata, è ora una galleria d'arte contemporanea.

## Storia

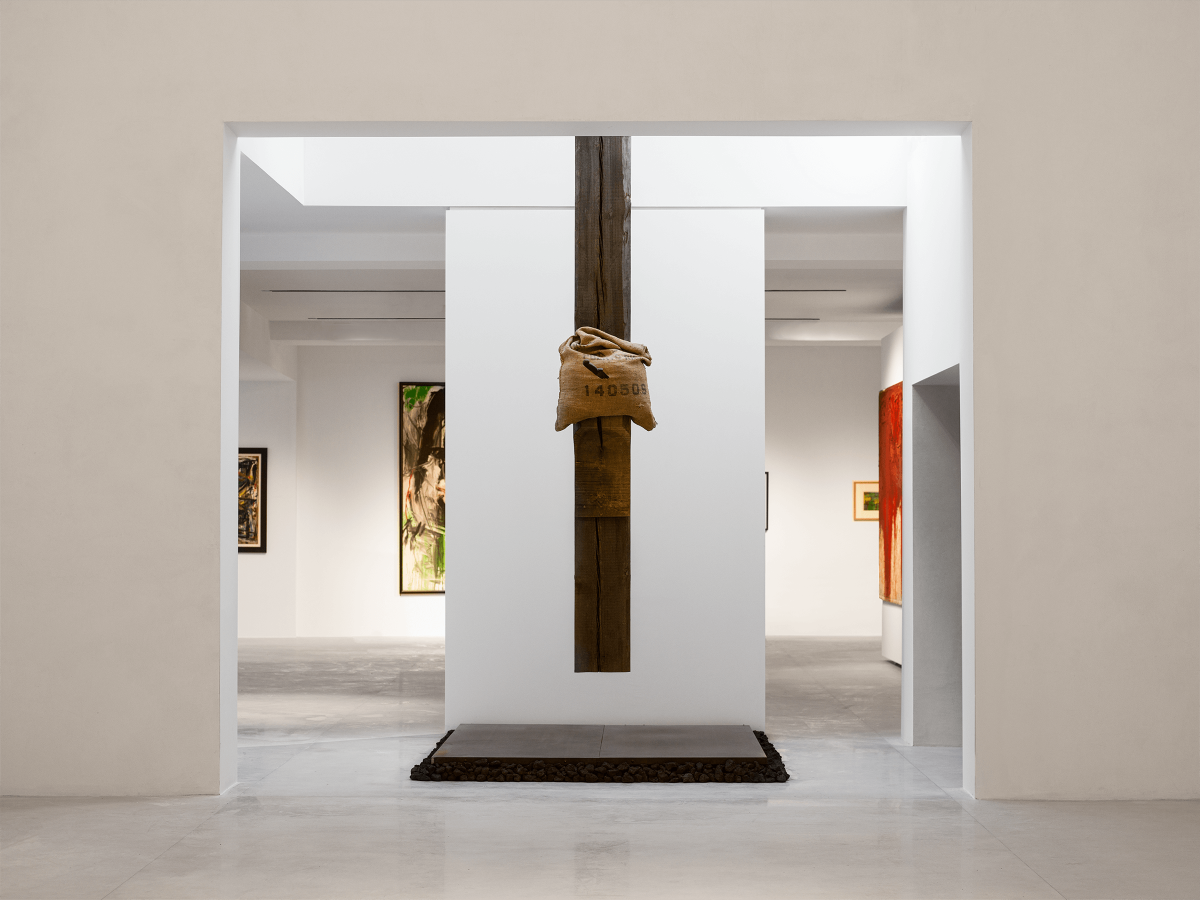
Ex chiesa di Sant'Agnese, marzo 2023. Foto: Marco Furio Magliani

Della chiesa si hanno notizie sin dal XII secolo. Menzionata in documenti del 1202, acquisì il titolo di parrocchiale. La struttura, forse duecentesca, subì lavori di restauro ed ampliamento dagli inizi del XVI secolo. In seguito alla riorganizzazione delle parrocchie attuata dopo l'emanazione delle leggi ecclesiastiche napoleoniche, agli inizi dell'Ottocento, la chiesa perse il titolo parrocchiale e il suo territorio fu assorbito dalla parrocchia di San Nicolò. Divenne rettoria che sopravvisse sino al 1927 quando si chiuse al culto. Portate le opere d'arte a San Nicolò e al palazzo episcopale, nel 1949 fu sconsacrata dal Vescovo Agostini e ceduta a privati ed in seguito trasformata in autorimessa Dante fino agli anni '80. Con la chiusura dell’attività, la chiesa versò per anni in stato di degrado. Oggi la chiesa di Sant'Agnese dopo otto anni di restauro è stata riaperta al pubblico (marzo 2023) ed è un centro per l'arte e la cultura, nonché la sede della Fondazione Alberto Peruzzo. La navata è oggi uno spazio dedicato a mostre temporanee, mentre la sacrestia ospita una selezione della collezione permanente della Fondazione. Al piano inferiore, nell’Ipogeo, è presente un’area storica permanente che raccoglie una serie di reperti ritrovati nel corso dei restauri – tra cui importanti frammenti d’affresco del Trecento (ancora in fase di studio da parte della Soprintendenza), alcuni sepolcri e un tratto di strada romana in basoli di trachite. Il progetto architettonico del restauro a cura dello studio Borchia di Padova ha ricevuto, in occasione dell'11 edizione della Biennale Internazionale Barbara Capocchin (2024), Menzione d'onore Premio Regionale in quanto riconosciuto come un esempio corretto per un intervento nel centro della città di Padova. 
Nella chiesa è sepolto l'abate Gasparo Patriarchi che nel 1775 compilò il Vocabolario Veneziano e Padovano.

## Descrizione

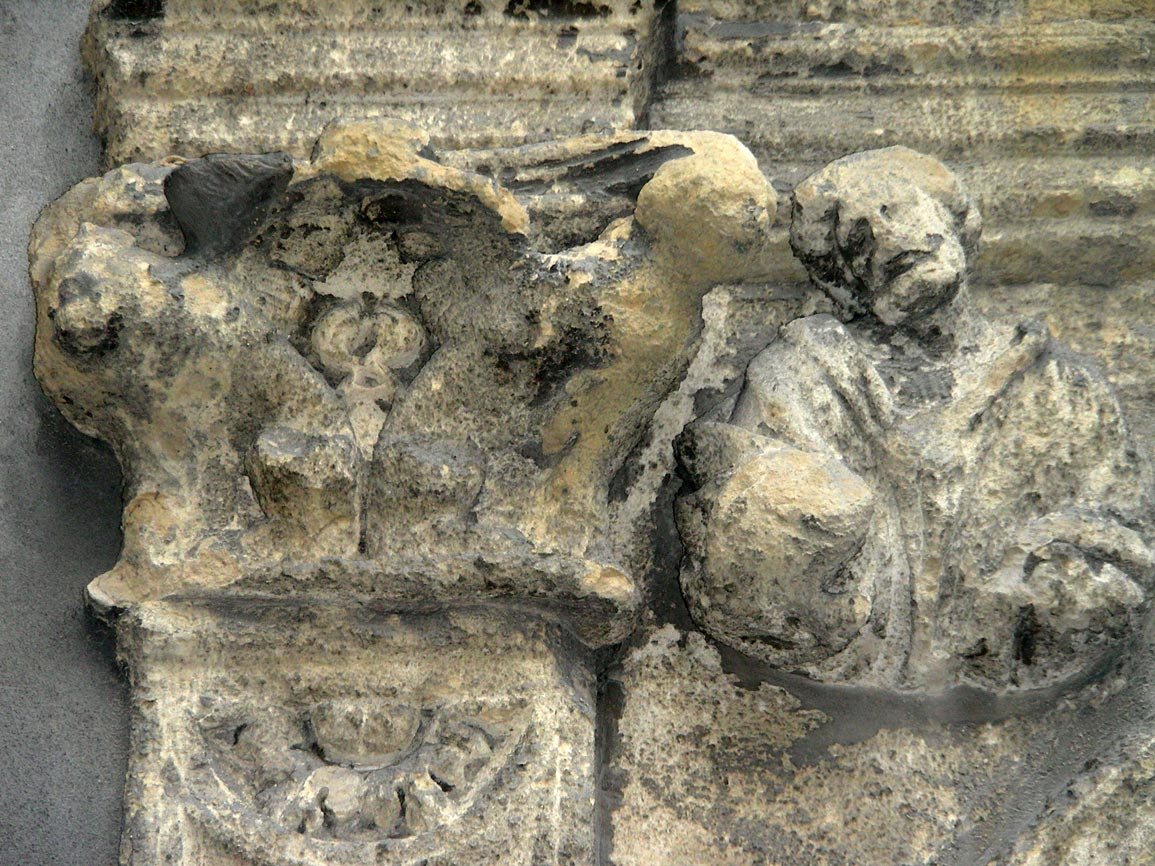
Particolare del portale di Giammaria Mosca

La chiesa si innalza con la facciata - orientata a levante - verso la Stra' Maggiore (odierna Via Dante), mentre la fiancata a settentrione, dove si aprono alcune finestre alla palladiana, si allunga verso via sant'Agnese: un tempo vi si addossava un portico, poi demolito. Il portale d'ingresso in facciata è una deperita opera di Giammaria Mosca, lavoro su pietra tenera dei primissimi anni del XVI secolo. Sopra sta una nicchietta con la statua della titolare. Fino al XVI secolo tutta la facciata era decorata a fresco, successivamente in una nuova fase di ammodernamento gli affreschi furono staccati e impiegati come materiale di riempimento tra due livelli di pavimento. Più di 5000 frammenti vennero ritrovati nel sottosuolo e la ricomposizione, ha permesso di ricostruire, seppure parzialmente, alcune parti di architettura illusionistica, panneggi, aureole, capelli e mani, che comparati a livello stilistico con frammenti hanno rivelato la notevole qualità esecutiva e la stringente affinità stilistica con la pittura di Guariento, al quale sono state attribuite per la prima volta anche le pareti della Cappella Carrarese e l’abside della chiesa degli Eremitani a Padova. 
Il prezioso il campanile, originale e rimasto integro assieme alla navata della chiesa durante i bombardamenti della Seconda Guerra Mondiale del 1944 è un esempio straordinario di costruzione romanica del XIII secolo. 
Dopo il XVI secolo all'interno dell'edificio sacro (lungo 15 metri e largo 7) vennero apportate delle modifiche gli apparati decorativi. Vi erano alcuni grandi teleri di Francesco Minorello raffiguranti le storie della santa titolare ora esposti al Palazzo Episcopale. C'era pure la pregevole pala d'altare di Giandomenico Tiepolo Sacra Famiglia con le Sante Francesca Romana ed Eurosia poi portata a San Nicolò; sugli altri altari vi erano lavori di Giulio Cirello.
Nella chiesa c'era pure un antico organo, ampliato secondo i canoni ceciliani da Domenico Malvestio: fu inaugurato da Oreste Ravanello e Luigi Bottazzo nell'agosto del 1899. Oggi si trova nella parrocchiale di Valle San Giorgio, a Baone.